# Andravida
Andravida (en griego: Ανδραβίδα, [anðraˈviða]) es una ciudad en la unidad periférica de Élide del Peloponeso, Grecia. Su población es de alrededor de 4300 habitantes. Dista de Patras alrededor de 63 km SW y está 33 km al noroeste de Pirgos.
La población ha estado creciendo constantemente. El crecimiento anual de la población fue de entre 1% y 2% en el siglo XX, y es alrededor del 1% en la actualidad. 

## Geografía y características
El área es mayormente plana, y la principal utilización de la tierra es la agricultura. Existen bosques de pinos al norte y bosques mixtos en el este. Andravida está en la carretera nacional griega 9 (también E55) Patras-Pyrgos-Pilos. Andravida tiene una estación de trenes en la línea de Patras a Kalamata, que se inauguró en la década de 1860. Existe una base militar en el lado este.

## Población
| Año  | Población de la ciudad | Población del municipio |
| ---- | ---------------------- | ----------------------- |
| 1981 | 3.460                  | -                       |
| 1991 | 3.167                  | 3.915                   |
| 2001 | 3.579                  | 4.309                   |

## Economía
Tomates, patata, pastos, sandías, maíz, melones y otros tipos de frutas y verduras se cultivan en el municipio. Las plantaciones de cítricos y olivos dominan las colinas al este de Tragano. La fábrica de tomate «Asteris» produce una gran cantidad de salsa de tomate, que se vende en toda Grecia.

## Historia
Andravida (entonces Andreville) fue la capital del Principado de Acaya desde 1205 hasta 1460, después de esto fue conquistada y gobernada por el Imperio otomano hasta la independencia de Grecia. Tenía un corte que ya no se utiliza, y una iglesia franca construida, Santa Sofía, en el corazón de la ciudad.

## Subdivisiones
La unidad municipal de Andravida se subdivide en las siguientes comunidades:
- Andravida, pob. 3582
- Stafidokampos, pob. 345
- Strousi, pob. 342

## Andravida aeropuerto militar y base
El aeropuerto militar está a 2.5 km al este de la ciudad. La construcción comenzó en la década de 1950 para expandir los servicios de aviación del ejército griego en todo el estado. 